# 朗克卢瓦特尔
朗克卢瓦特尔（法語：Lencloître，法語發音：[lɑ̃klwatʁ]）是法国新阿基坦大区维埃纳省的一个市镇，位于该省西北部，属于沙泰勒罗区。

## 地理
朗克卢瓦特尔（46°48'51"N, 0°19'41"E）面积19.04 平方千米，位于法国新阿基坦大区维埃纳省，该省份为法国中西部省份，北起曼恩-卢瓦尔省和安德尔-卢瓦尔省，西接德塞夫勒省，南至夏朗德省，东南接上维埃纳省，东临安德尔省。
与朗克卢瓦特尔接壤的市镇（或旧市镇、城区）包括：杜赛、乌济伊、圣热内当比耶尔、蒂拉若。
朗克卢瓦特尔的时区为UTC+01:00、UTC+02:00（夏令时）。

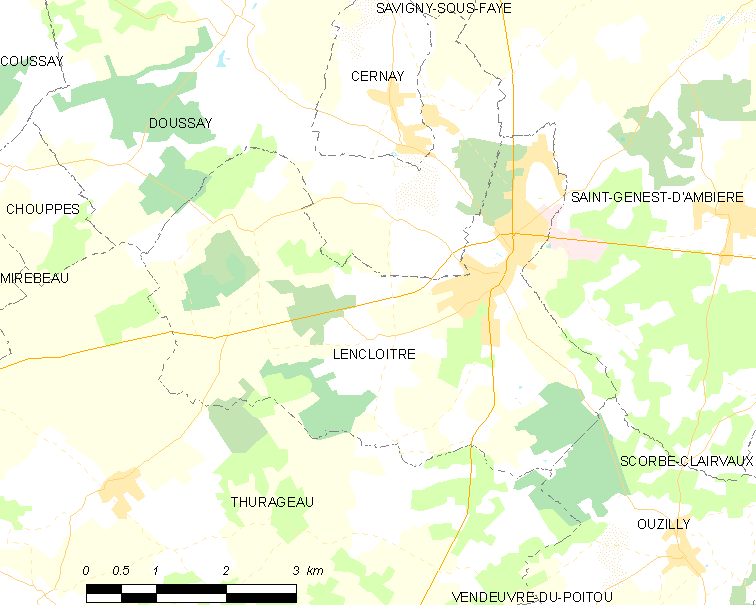
朗克卢瓦特尔的OSM定位图

## 行政
朗克卢瓦特尔的邮政编码为86140，INSEE市镇编码为86128。

## 政治
朗克卢瓦特尔所属的省级选区为沙泰勒罗第一县。

## 人口

1962-2008年间朗克卢瓦特尔人口变化图示

朗克卢瓦特尔于2022年1月1日时的人口数量为2490人。

## 友好城市
- 德国 奥茨贝格